# ランス美術館
ランス美術館(Musée des Beaux-arts de Reims)は、フランスのランスにある美術館である。

## 沿革
シャンパン・メーカーであるポメリー社の経営者であったアンリ・ヴァニエは美術収集家として絵画や彫刻、ガラス器、家具などを所有していたが、彼の死後に600点を数えるそのコレクションがランス市に遺贈され、それが現在のランス美術館の中心となっている。1913年に開館。

## コレクション
ランス美術館のコレクションは、ロマン主義、バルビゾン派、写実主義、印象派、象徴主義、自然主義、アール・ヌーヴォーなど、19世紀のフランス美術を網羅している。その中には26点の印象派の作品（コロー、クロード・モネ、カミーユ・ピサロ、ピエール＝オーギュスト・ルノワールなど）、オーギュスト・ロダンやカミーユ・クローデルの彫刻、エミール・ガレの工芸品等が含まれる。
また、ルーカス・クラナッハによる肖像画作品や、ニコラース・マース、ダフィット・テニールス (子)などのオランダ絵画、ニコラ・プッサンなどのフランス絵画、ジャック＝ルイ・ダヴィッドの『マラーの死』、ウジェーヌ・ドラクロワの『父の呪詛をうけるデスデモーナ』も所蔵している。藤田嗣治やモーリス・ドニ、ポール・ゴーギャン、ピエール・ボナール、ルイ・マルクーシなど20世紀の画家たちの作品も展示している。

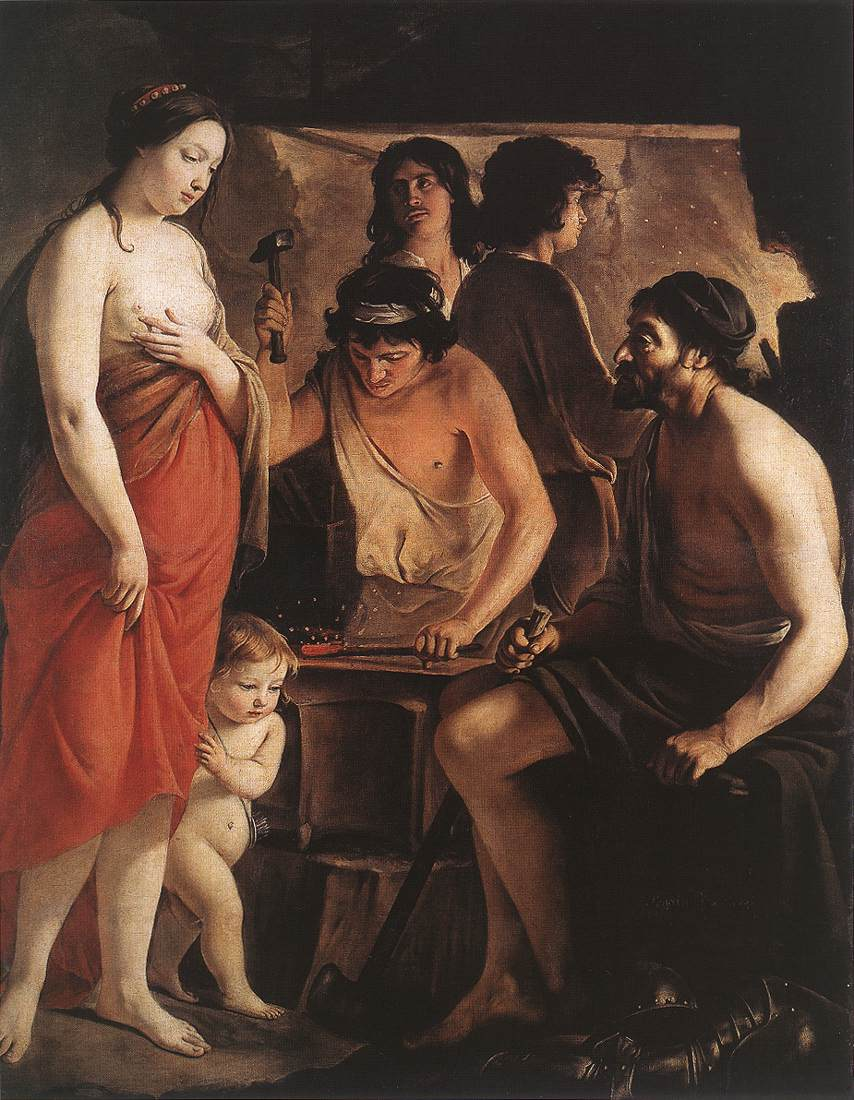
Venus at the Forge of Vulcan Frères Le Nain, 1641年
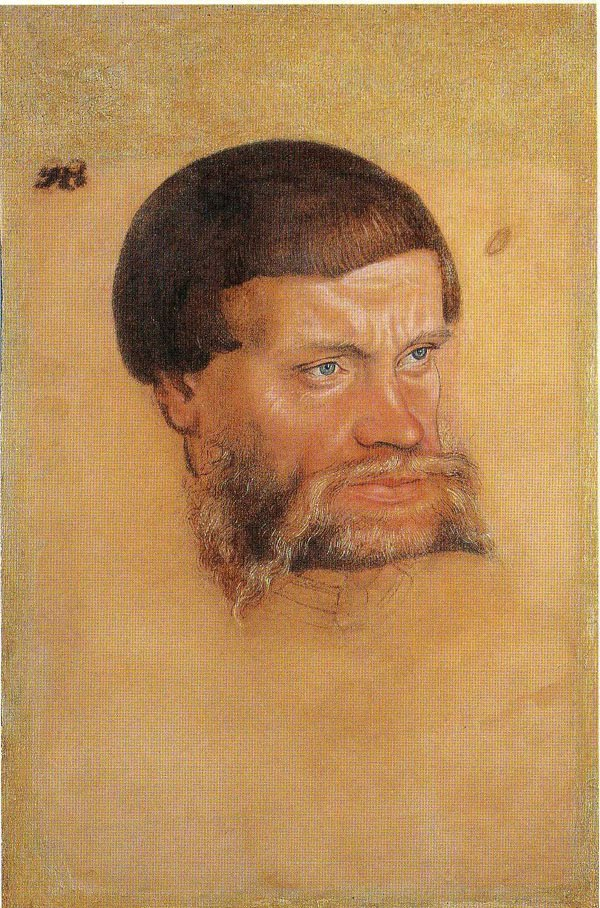
Conrad Krebs, architect ルーカス・クラナッハ, 1540年
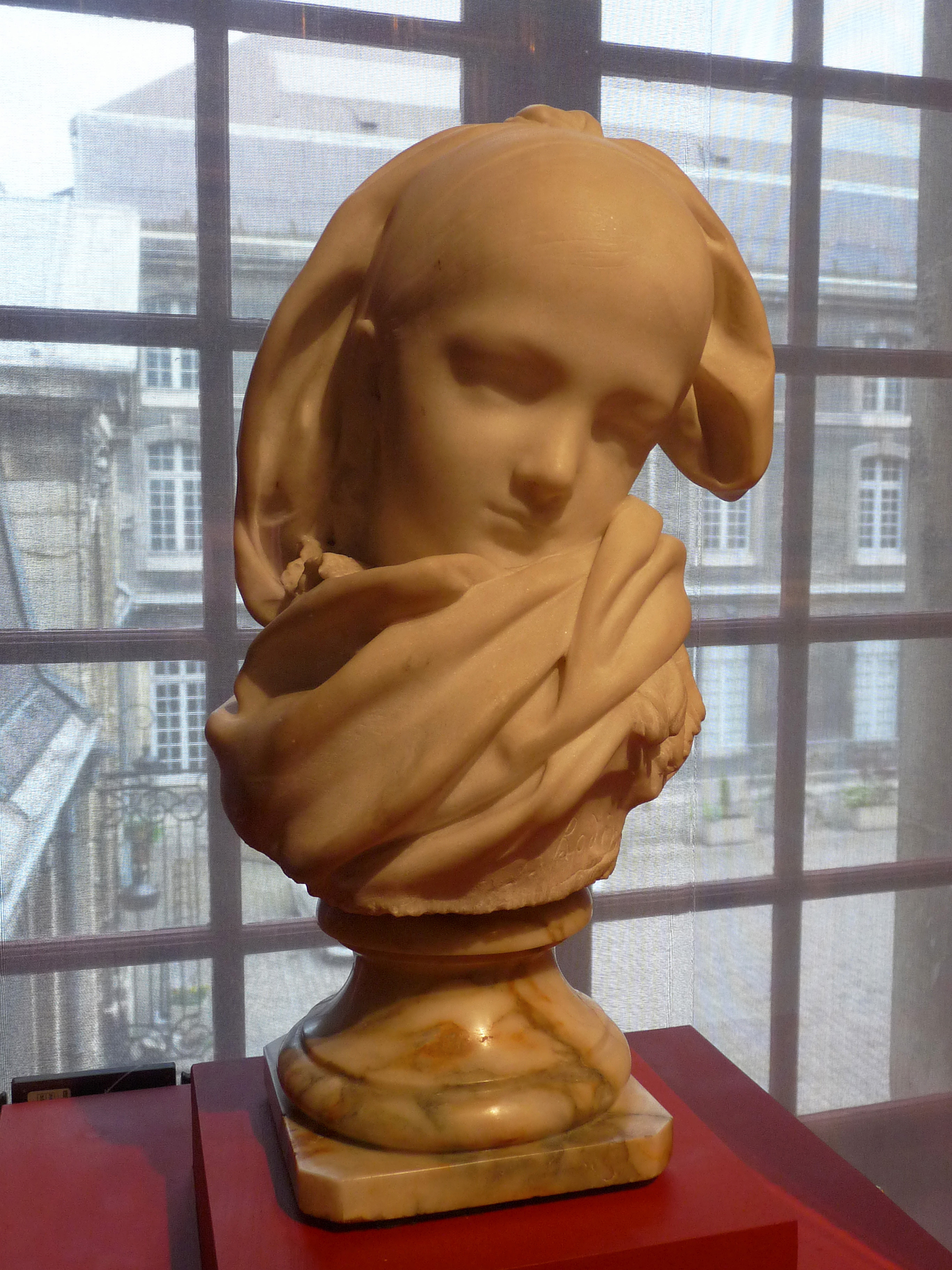
Jeune Alsacienne of Orpheline alsacienne オーギュスト・ロダン
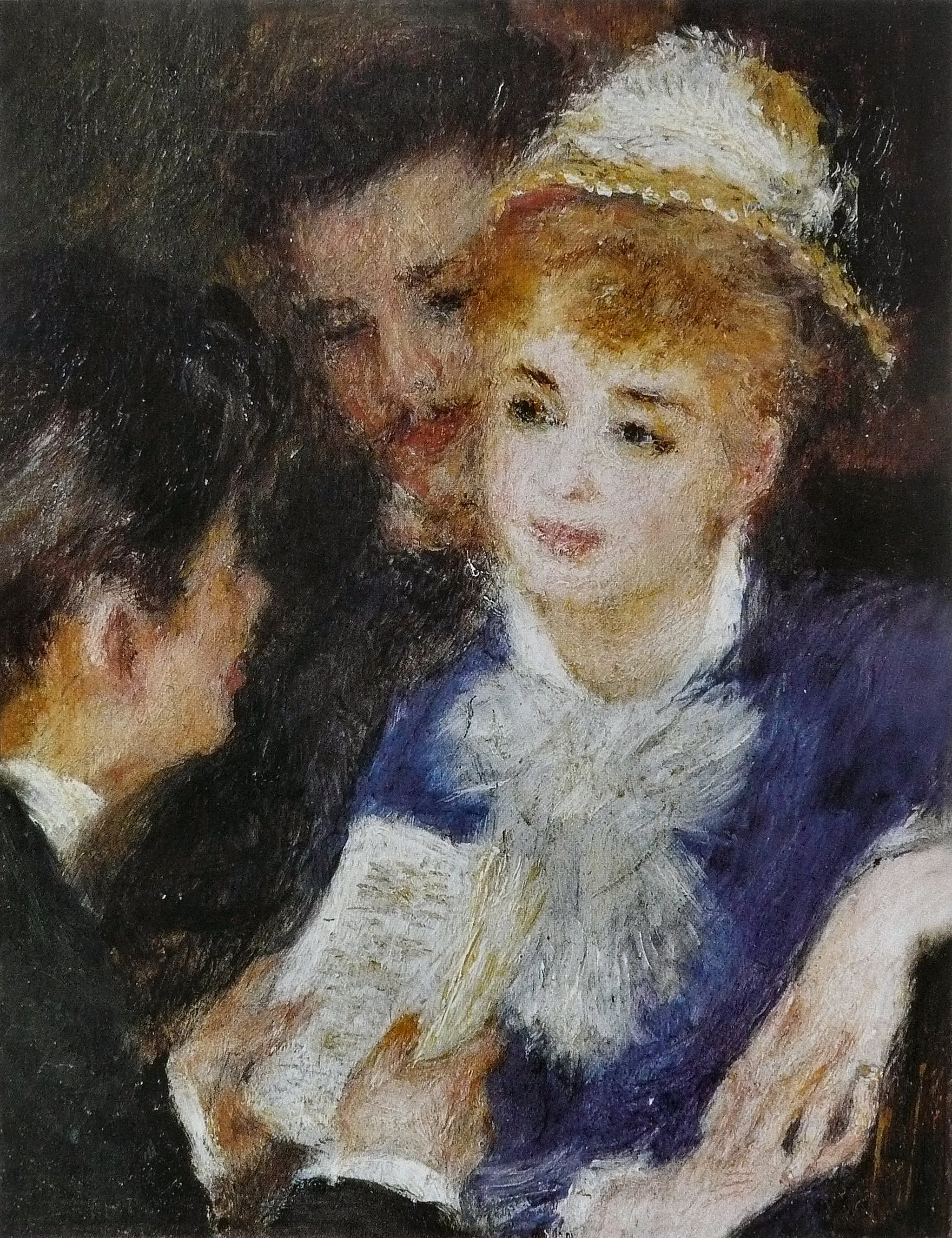
La lecture du rôle ピエール＝オーギュスト・ルノワール, 1876-1877年
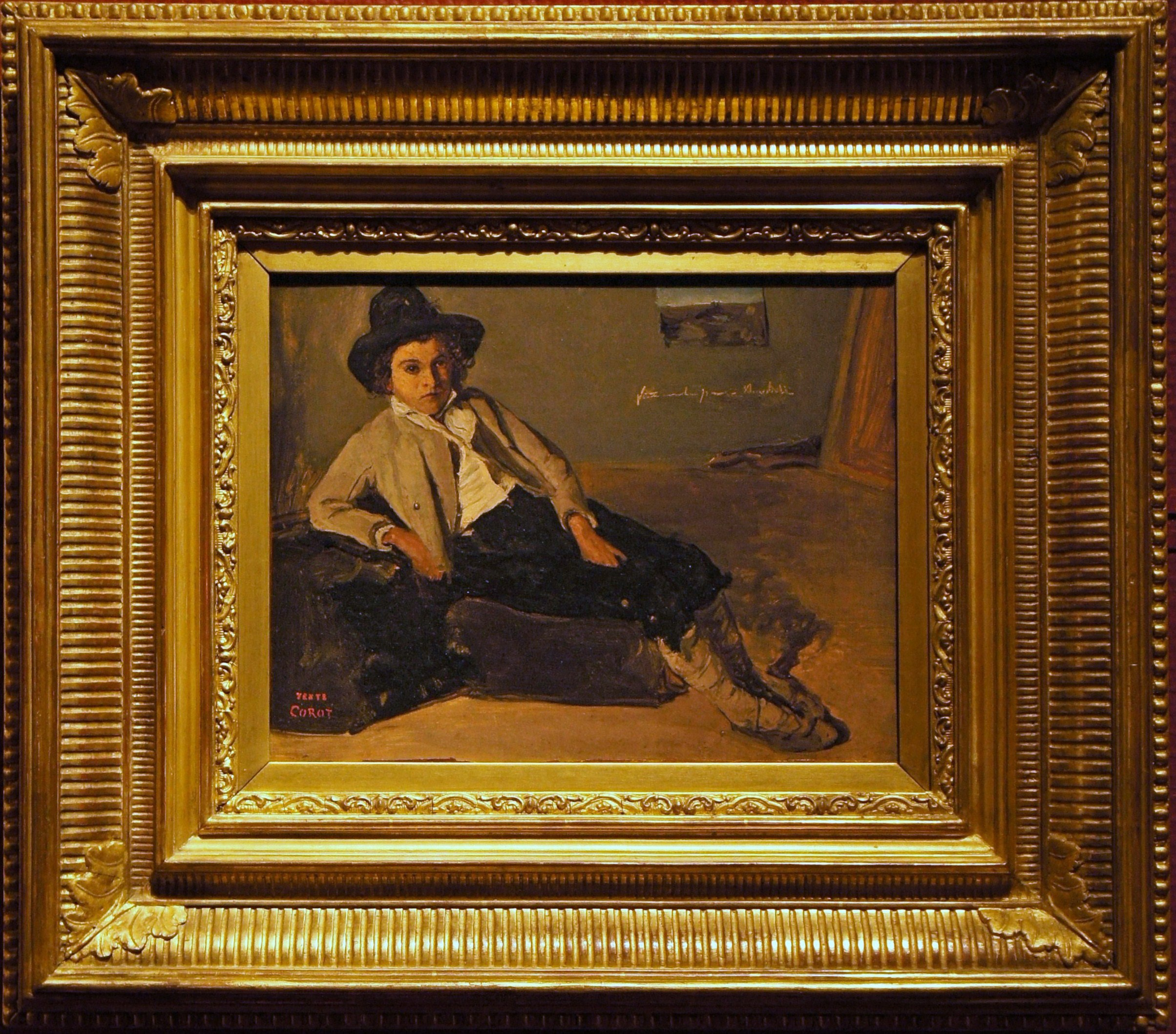
Jeune italien assis ジャン＝バティスト・カミーユ・コロー, circa 1825年
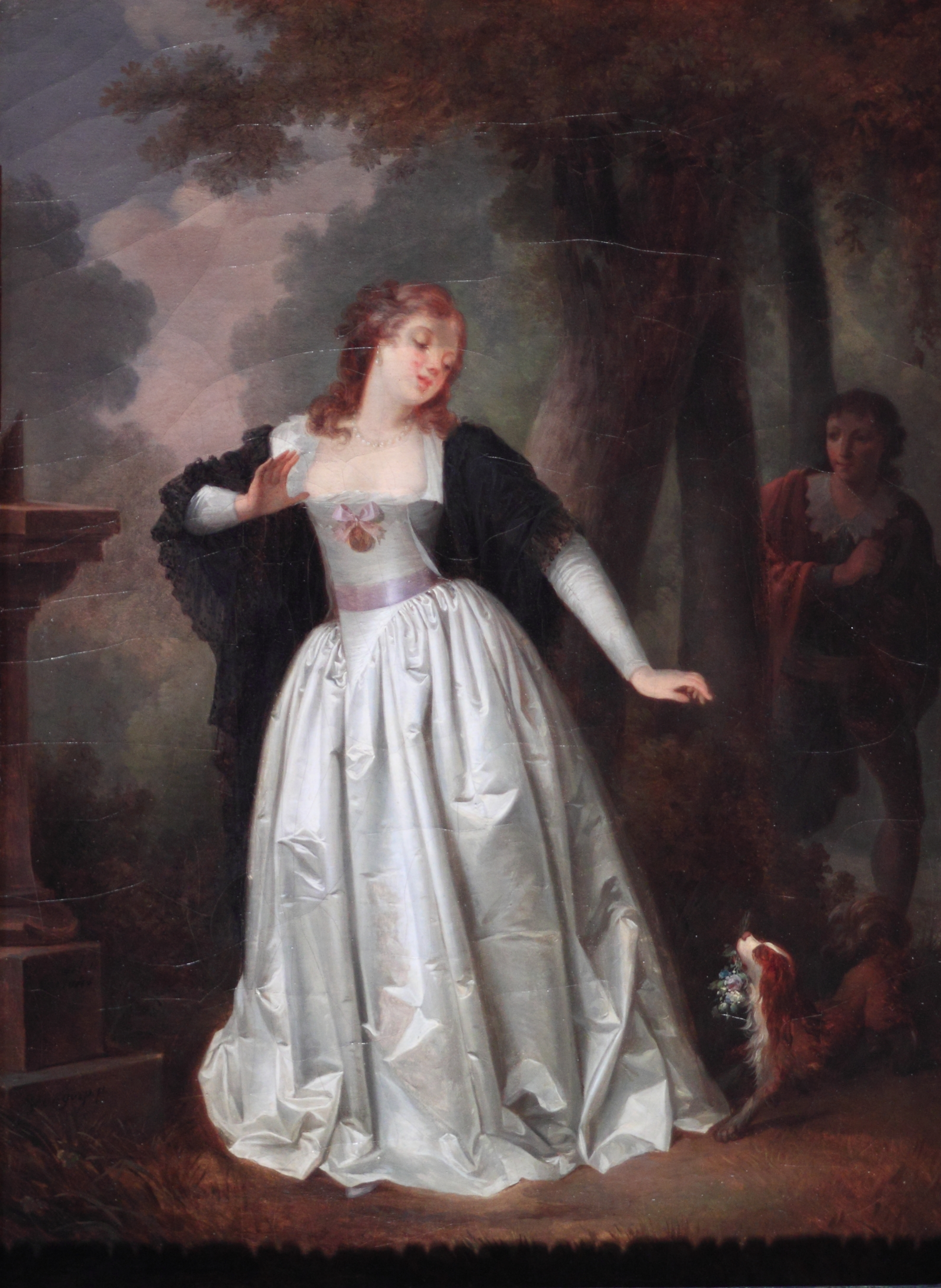
Ah ! Le Voilà ! Henri-Nicolas Van Gorp

## 日本にて
2003年にメルシャン軽井沢美術館にて「ランス美術館 ヴァニエ＆ポメリーコレクション」展 が、2004年には奈良県立美術館で「19世紀フランス美術の精華 ランス美術館展」が開催された。